# GP de Plouay 2016
18. edycja kobiecego wyścigu kolarskiego GP de Plouay odbyła się 27 sierpnia 2016 roku, we Francji. Zwyciężczynią została Polka Eugenia Bujak, dla której było to pierwsze zwycięstwo w tym cyklu w karierze, wyprzedzając Włoszkę Elenę Cecchini oraz Kanadyjkę Joëlle Numainville.
GP de Plouay był szesnastym, przedostatnim w sezonie wyścigiem cyklu UCI Women’s World Tour, będącym serią najbardziej prestiżowych zawodów kobiecego kolarstwa.

## Wyniki
| M-ce | Imię i nazwisko      | Kraj              | Drużyna            | Czas       |
| ---- | -------------------- | ----------------- | ------------------ | ---------- |
| 1.   | Eugenia Bujak        | Polska            | BTC City Ljubljana | 3h 12' 31" |
| 2.   | Elena Cecchini       | Włochy            | Canyon-SRAM Racing | + 0"       |
| 3.   | Joëlle Numainville   | Kanada            | Cervélo–Bigla      | + 0"       |
| 4.   | Katarzyna Niewiadoma | Polska            | Rabo-Liv           | + 0"       |
| 5.   | Megan Guarnier       | Stany Zjednoczone | Boels-Dolmans      | + 0"       |
| 6.   | Leah Kirchmann       | Kanada            | Liv–Plantur        | + 0"       |
| 7.   | Carmen Small         | Stany Zjednoczone | Cervélo–Bigla      | + 0"       |
| 8.   | Katrin Garfoot       | Australia         | Orica-AIS          | + 0"       |
| 9.   | Elisa Longo Borghini | Włochy            | Wiggle High5       | + 0"       |
| 10.  | Alena Amialiusik     | Belgia            | Canyon-SRAM Racing | + 0"       |
|      |                      |                   |                    |            |
| 11.  | Małgorzata Jasińska  | Polska            | Alé–Cipollini      | + 0"       |
| 52.  | Anna Plichta         | Polska            | BTC City Ljubljana | + 6' 14"   |
| 65.  | Katarzyna Pawłowska  | Polska            | Boels-Dolmans      | + 6' 39"   |